# Crolles
Crolles és un municipi francès situat al departament de la Isèra i a la regió d'Alvèrnia-Roine-Alps. L'any 2007 tenia 8.429 habitants.

## Demografia

### Població
El 2007 la població de fet de Crolles era de 8.429 persones. Hi havia 2.920 famílies de les quals 552 eren unipersonals (220 homes vivint sols i 332 dones vivint soles), 720 parelles sense fills, 1.344 parelles amb fills i 304 famílies monoparentals amb fills.
La població ha evolucionat segons el següent gràfic:
Habitants censats

### Habitatges
El 2007 hi havia 3.183 habitatges, 2.982 eren l'habitatge principal de la família, 22 eren segones residències i 179 estaven desocupats. 2.248 eren cases i 918 eren apartaments. Dels 2.982 habitatges principals, 2.057 estaven ocupats pels seus propietaris, 899 estaven llogats i ocupats pels llogaters i 26 estaven cedits a títol gratuït; 37 tenien una cambra, 171 en tenien dues, 382 en tenien tres, 742 en tenien quatre i 1.650 en tenien cinc o més. 2.548 habitatges disposaven pel capbaix d'una plaça de pàrquing. A 1.064 habitatges hi havia un automòbil i a 1.768 n'hi havia dos o més.

### Piràmide de població
La piràmide de població per edats i sexe el 2009 era:
| Homes | Edats   | Dones |
| ----- | ------- | ----- |
| 0     | 95 o +  | 0     |
| 0     | 90 a 94 | 8     |
| 20    | 85 a 89 | 28    |
| 28    | 80 a 84 | 28    |
| 36    | 75 a 79 | 60    |
| 76    | 70 a 74 | 112   |
| 108   | 65 a 69 | 68    |
| 148   | 60 a 64 | 120   |
| 136   | 55 a 59 | 148   |
| 224   | 50 a 54 | 236   |
| 336   | 45 a 49 | 340   |
| 408   | 40 a 44 | 360   |
| 400   | 35 a 39 | 484   |
| 340   | 30 a 34 | 428   |
| 184   | 25 a 29 | 216   |
| 204   | 20 a 24 | 156   |
| 340   | 15 a 19 | 272   |
| 424   | 10 a 14 | 364   |
| 448   | 5 a 9   | 376   |
| 276   | 0 a 4   | 316   |

## Economia
El 2007 la població en edat de treballar era de 5.576 persones, 4.093 eren actives i 1.483 eren inactives. De les 4.093 persones actives 3.863 estaven ocupades (2.007 homes i 1.856 dones) i 230 estaven aturades (104 homes i 126 dones). De les 1.483 persones inactives 391 estaven jubilades, 705 estaven estudiant i 387 estaven classificades com a «altres inactius».

### Ingressos
El 2009 a Crolles hi havia 3.065 unitats fiscals que integraven 8.682,5 persones, la mediana anual d'ingressos fiscals per persona era de 23.950 €.

### Activitats econòmiques
Dels 529 establiments que hi havia el 2007, 2 eren d'empreses extractives, 7 d'empreses alimentàries, 16 d'empreses de fabricació de material elèctric, 1 d'una empresa de fabricació d'elements pel transport, 31 d'empreses de fabricació d'altres productes industrials, 42 d'empreses de construcció, 98 d'empreses de comerç i reparació d'automòbils, 15 d'empreses de transport, 24 d'empreses d'hostatgeria i restauració, 23 d'empreses d'informació i comunicació, 39 d'empreses financeres, 19 d'empreses immobiliàries, 96 d'empreses de serveis, 93 d'entitats de l'administració pública i 23 d'empreses classificades com a «altres activitats de serveis».
Dels 101 establiments de servei als particulars que hi havia el 2009, 1 era una oficina de correu, 11 oficines bancàries, 11 tallers de reparació d'automòbils i de material agrícola, 2 tallers d'inspecció tècnica de vehicles, 1 establiment de lloguer de cotxes, 2 autoescoles, 5 paletes, 6 guixaires pintors, 8 fusteries, 5 lampisteries, 4 electricistes, 2 empreses de construcció, 4 perruqueries, 2 veterinaris, 8 agències de treball temporal, 17 restaurants, 8 agències immobiliàries i 4 salons de bellesa.
Dels 33 establiments comercials que hi havia el 2009, 2 eren supermercats, 1 una gran superfície de material de bricolatge, 1 una botiga de menys de 120 m², 5 fleques, 2 carnisseries, 1 una botiga de congelats, 3 llibreries, 5 botigues de roba, 1 una sabateria, 1 una botiga d'electrodomèstics, 1 una botiga de mobles, 7 botigues de material esportiu, 1 un drogueria, 1 una perfumeria i 1 una floristeria.
L'any 2000 a Crolles hi havia 26 explotacions agrícoles que ocupaven un total de 552 hectàrees.

## Equipaments sanitaris i escolars
El 2009 hi havia 3 farmàcies i 1 ambulància.
El 2009 hi havia 4 escoles maternals i 4 escoles elementals. Crolles disposava d'un col·legi d'educació secundària amb 629 alumnes.

## Poblacions més properes
El següent diagrama mostra les poblacions més properes.